# 船倉村 (奈良県)
船倉村（ふなくらむら）は奈良県北西部、高市郡に属していた村。現在は高取町の一部。

## 歴史
- 1889年（明治22年）4月1日 - 町村制の施行により、丹生谷村、谷田村、市尾村、藤井村、羽内村、松山村、吉備村が合併し船倉村が成立。
- 1954年（昭和29年）10月1日 - （旧）高取町、越智岡村と合併し、（新）高取町が発足。同日船倉村消滅。

## 交通

### 鉄道路線
- 近畿日本鉄道
  - 吉野線
    - 市尾駅